# Norbert Hrnčár
Norbert Hrnčár (ur. 9 czerwca 1970 w Nitrze) – słowacki były piłkarz i trener piłkarski.

## Kariera klubowa
Karierę piłkarską rozpoczął w słowackim klubie FC Nitra. Grał też w FK Dukla Bańska Bystrzyca i MŠK Žilina. W sezonie 1998/1999 jako kapitan drużyny Slovan Bratysława zdobył mistrzostwo swojego kraju.

## Kariera reprezentacyjna
W drużynie narodowej zadebiutował w listopadzie 1998 w meczu z Polską, który Słowacy przegrali 1:3.

## Kariera trenerska
Rozpoczął karierę trenerską obejmując posadę trenera w klubie FC Petržalka.

## Sukcesy
- Mistrz Słowacji - 1998/1999
- Puchar Słowacji - 1998/1999